# Chuao (Baruta)

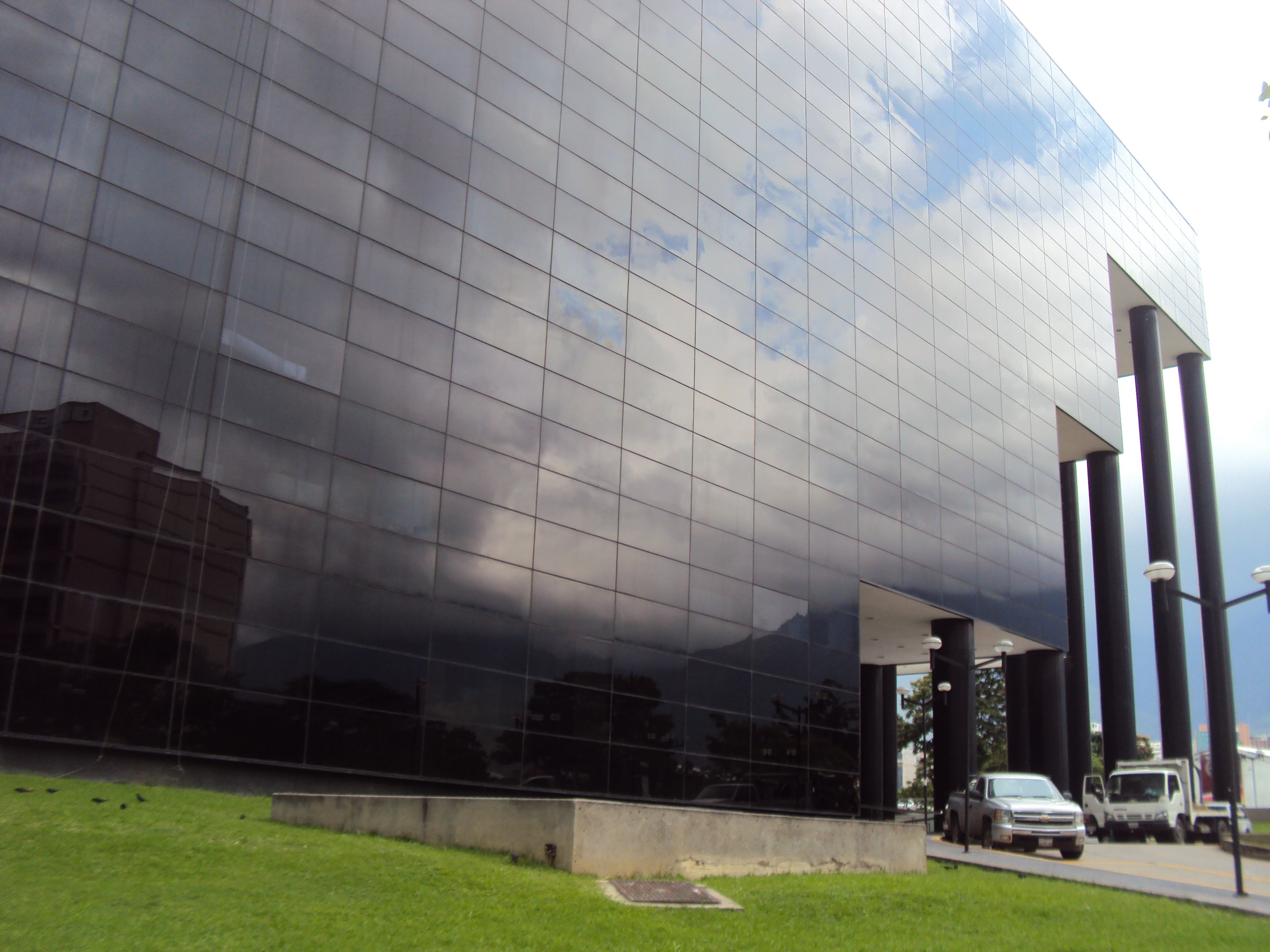
Centro Banaven, también llamado el Cubo Negro, entre avenida La Estancia, con avenida Ernesto Blohm, Chuao

La urbanización Chuao pertenece al Municipio Autónomo de Baruta, ubicada en el sector este de la ciudad de Caracas, en el Estado Miranda al centro norte de Venezuela.

## Historia
Esta urbanización nace exclusivamente como una zona de uso residencial. Los primeros asentamientos urbanos datan de mediados de la década de 1960. La comunidad cuenta con la Asociación de Vecinos de la Urbanización Chuao, cuya fundación data del 21 de febrero de 1980. Limita con el Río Guaire que  a finales del siglo XIX, durante el gobierno del presidente Antonio Guzmán Blanco, fue convertido en la vía principal de desagüe de las aguas residuales de la ciudad, siendo este uno de los grandes males que tiene en la actualidad la ciudad capital.
Dentro de la jurisdicción se ubica el famoso Centro Ciudad Comercial Tamanaco, conocido por su acrónimo CCCT, el cual fue inaugurado en el año 1976. El centro Banaven otro de los edificios icónicos del área fue construido entre 1976 y 1978.

### Etimología
El nombre de dicha comunidad proviene de una antigua hacienda del mismo nombre, perteneciente al Dr. David Alejandro Márquez Escalante, dueño de los terrenos que posteriormente darían vida a esta urbanización. Se dice que el nombre de la hacienda deriva de la palabra "Chuao" que es una palabra indígena, que en lengua Caribe significa o tiene relación con el agua. Además, se cuenta que en la mencionada hacienda se producía cacao al igual que en un pequeño pueblo costeño del mismo nombre en el extremo norte del municipio Santiago Mariño del Estado Aragua.

## Características
En la actualidad cuenta con numerosos locales comerciales, entre los más conocidos el hotel 5 estrellas "Eurobuilding", el supermercado "Gamaexpress Chuao" y la clínica "Rescarven Chuao". Además cuenta con una librería, peluquerías, panadería, tasca, restaurantes, una estación de servicios, ferreterías, una notaría pública, la embajada de la República de Cuba, entre otros. También cuenta con iglesias en el sector, donde la más conocida es la "Iglesia Salvatoriana - Parroquia San Luis Gonzaga", la plaza de Chuao donde se encuentra un módulo de la policía municipal de Baruta, un centro de salud público "CDI Salvador Allende", escuelas, academias  y varios parques recreativos.

## Galería
En la presente galería se observan bienes culturales y patrimoniales que se localizan en la zona de Chuao.

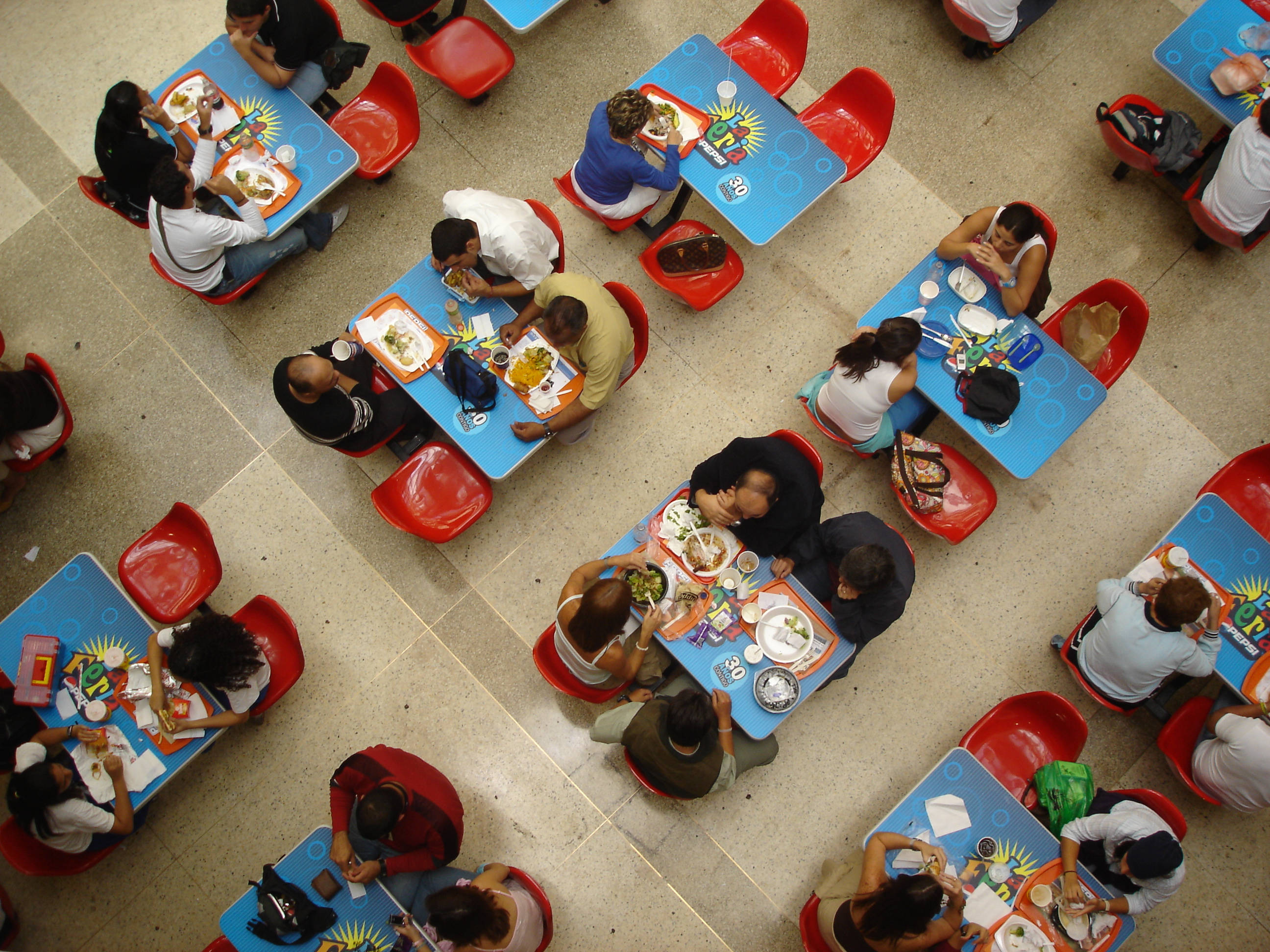
La Feria del CCCT, Chuao, Caracas
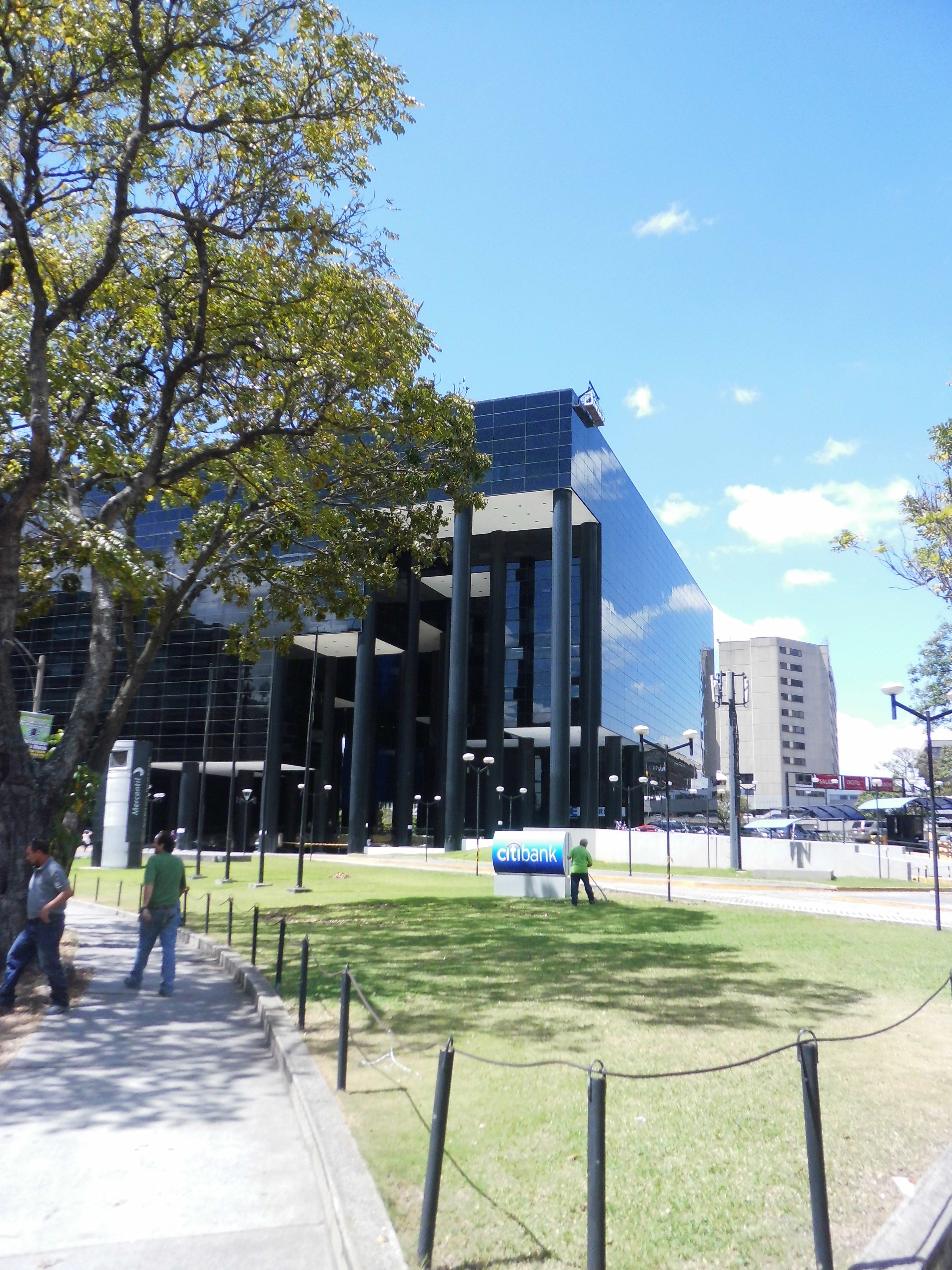
Centro Banaven, o Cubo Negro
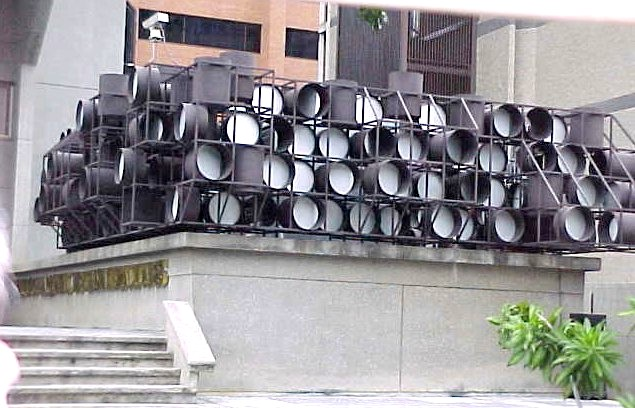
Tapaire, escultura
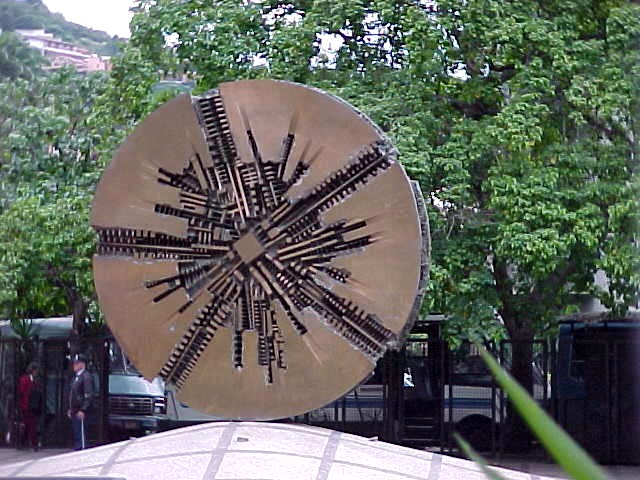
Escultura
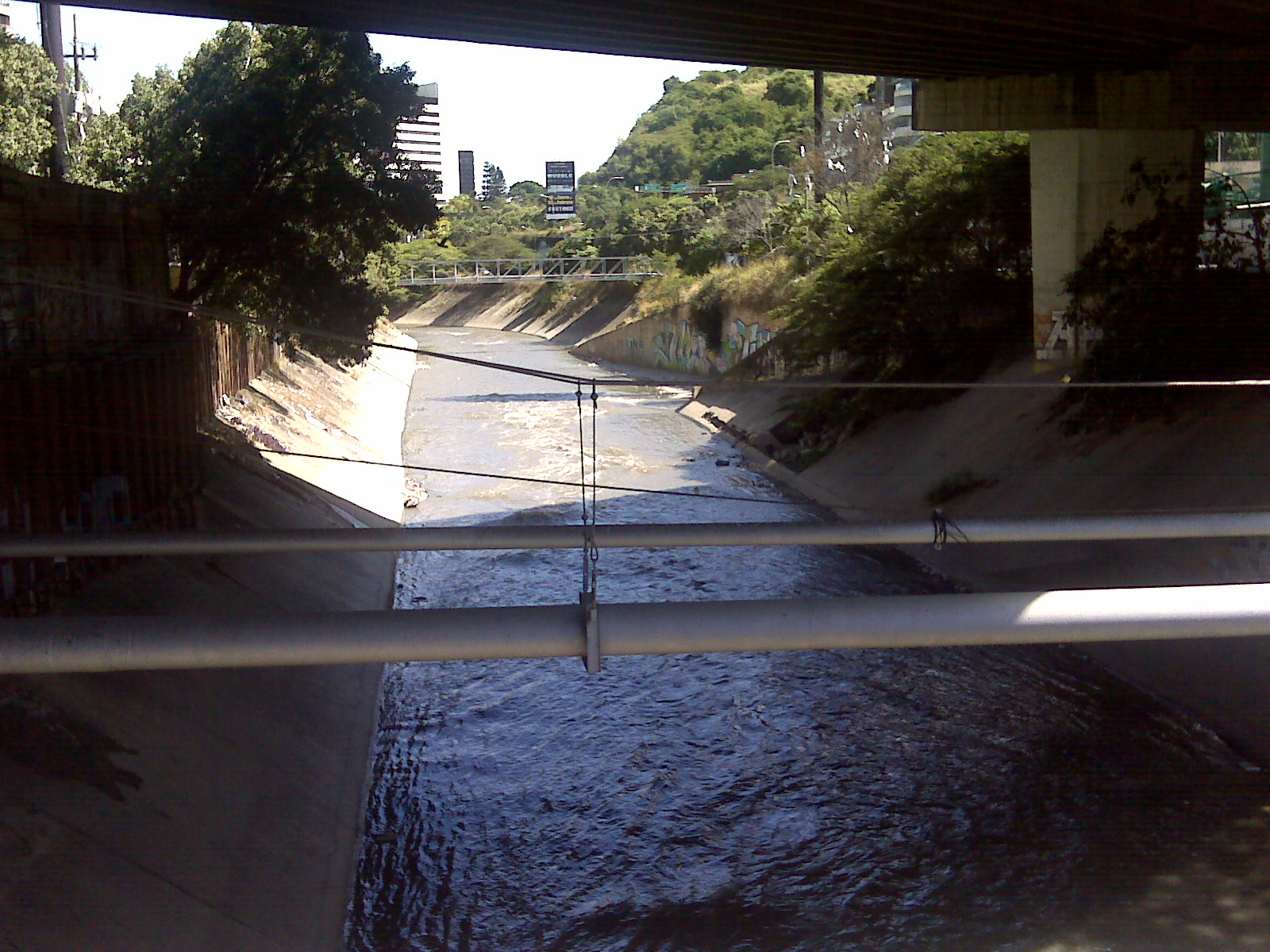
Río Guaire visto desde Puente Veracruz